# Prinz-Leopold-Kaserne (München)
Die Prinz-Leopold-Kaserne war eine Kavalleriekaserne der bayerischen Armee in München, benannt nach dem ehemaligen Kommandeur des 1. Schwere-Reiter-Regiments, Prinz Leopold von Bayern.

## Geschichte

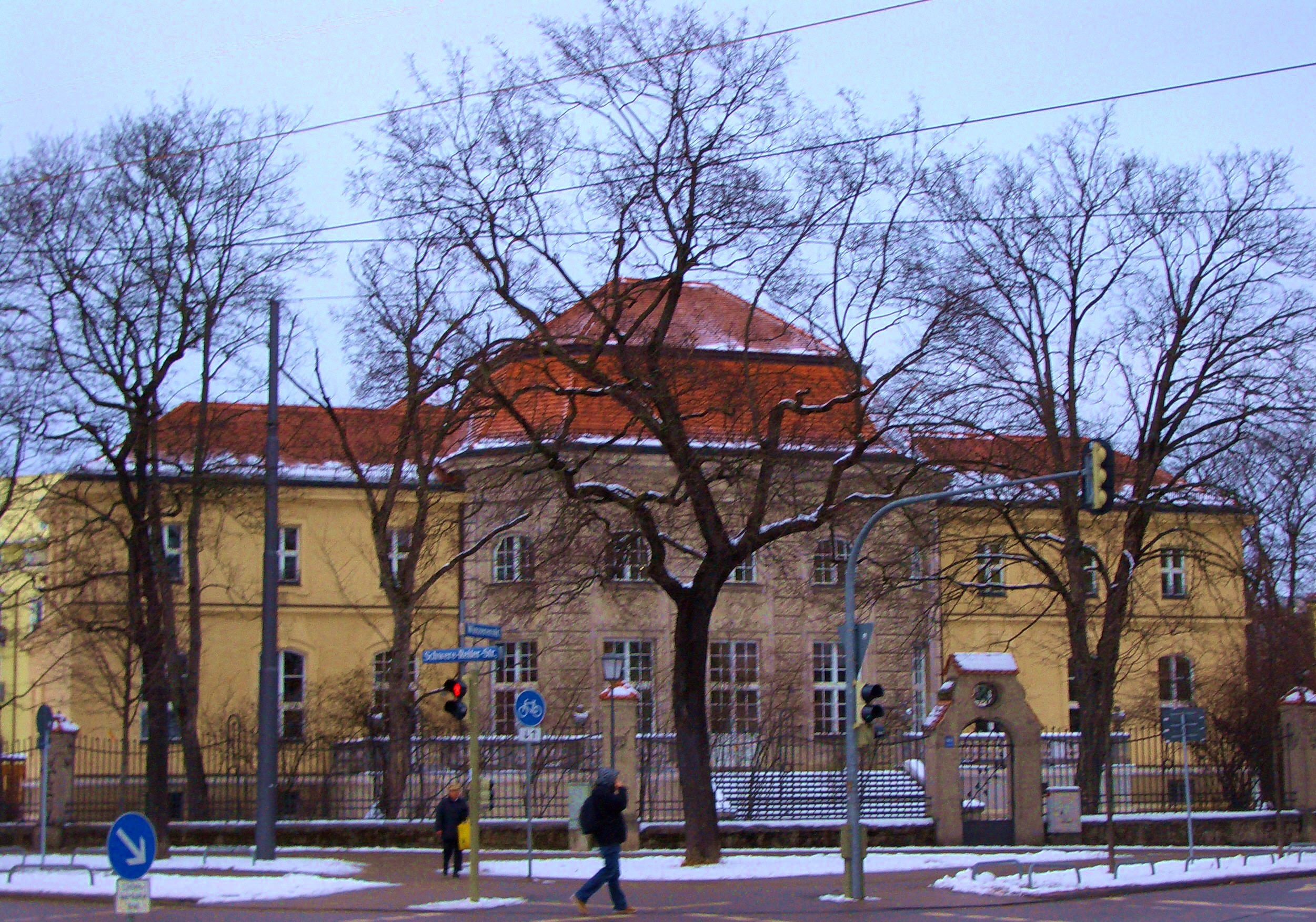
Kasino

Der Neubau einer Kaserne für das 1. Schwere Reiter-Regiment war bereits 1887 als Ersatz für die Neue Isarkaserne geplant worden. Als Standort war ein Teil des Militärgeländes auf dem Oberwiesenfeld vorgesehen, das an die heutige Heßstraße angrenzte. Nach der Schließung der Hofgarten- und der Seidenhauskaserne wegen einer Typhusepidemie 1893 wurde das Areal für den Bau einer neuen Infanteriekaserne für das 2. Infanterieregiment genutzt. Während der größte Teil der Münchner Garnison bereits in Kasernen außerhalb des Stadtzentrums verlegt worden war, blieb das 1. Schwere Reiter-Regiment noch bis 1902 in der Neuen Isarkaserne nahe dem Stadtzentrum.
Am 21. Juni 1902 zog das Regiment schließlich in die neu gebaute Prinz-Leopold-Kaserne ein. Die neuen Unterkünfte lagen nördlich der Kasernenanlagen für das 2. Infanterieregiment. Obwohl sich das Generalkommando des I. Armeekorps zunächst gesträubt hatte, waren etwa 90 Hektar des Standort-Übungsplatzes für die Prinz-Leopold-Kaserne aufgegeben worden.
Insgesamt umfasste die Kaserne zwei „Doppeleskadronkasernen“ für je 376 Personen und eine „Einzeleskadronkaserne“ für 236 Personen. Dazu kamen ein Stabsgebäude, ein Wirtschaftsgebäude, ein Familienwohngebäude, drei Reithallen, fünf Stallungen, ein Krankenstall, eine Schmiede und eine Remise. Alle Gebäude sind im neobarocken Stil errichtet, Architekten waren die Bauräte Georg Zeiser und Beetz. Als besonders repräsentativ galt bereits Anfang des 20. Jahrhunderts die so genannte „Offizierspeiseanstalt“ (Offizierskasino), die nach einer zeitweiligen Nutzung als Chemiefabrik und mehrjährigem Leerstand 1989 bis 1990 vollständig renoviert wurde und sich an der Ecke Winzererstraße/Schwere-Reiter-Straße befindet.
Die Kaserne ist zum größten Teil bis heute erhalten geblieben. Sie war neben der Telegraphenkaserne das letzte größere Militärbauprojekt vor 1914 in München und zum Zeitpunkt ihres Bezuges 1902 eine der modernsten Kasernen in Bayern. So gab es Wasser-, Abwasser-, Gas- und Telefonanschlüsse, nur Strom fehlte zu dieser Zeit noch.
Nach dem Ersten Weltkrieg waren 1919 der Stab und die Stabskompanie der Schützenbrigade 21 unter Franz von Epp, Stab und 2. Eskadron des Kavallerie-Regiments 21 sowie der Artillerieführungsstab 21 untergebracht, daneben auch eine Freiwilligensammelstelle. Die Reichswehr übernahm die Kaserne. 1923 befanden sich eine Minenwerferkompanie und die bespannte Fahrabteilung 7 in der Kaserne. Die Wehrmacht nutzte die Kaserne weiter, am Ende des Zweiten Weltkriegs befand sich dort die Artillerie-Beobachtungs-Ersatzabteilung 7. Teile der ehemaligen Prinz-Leopold-Kaserne werden noch heute vom Freistaat Bayern als Dienstgebäude des Staatlichen Bauamts Freising – Servicestelle München – und für die Holzforschung München (Technische Universität München) genutzt.
Die noch erhaltenen Gebäude in neubarockem Stil stehen unter Denkmalschutz.